# Geoffroy de Barbezières
Geoffroy de Barbezières de la Roche-Chemerault (mort en 1656) est un général de l'Ancien Régime.

## Famille
Fils de Geoffroy Ier et de son épouse, il est le frère de Charles, François, Louis, Louise et Henri.

## Carrière
Il est fait capitaine au régiment des Croates de Raab le 31 janvier 1642. Il servit à l'armée de Picardie et s'engagea, de 1642 à 1646, dans la bataille de Rocroy et aux sièges de Thionville et de Sierck, de Cassel, de Mardick, de Linck, de Bourbourg, de Menin, de Béthune, de Saint-Venan, de Courtray, de Bergues et de Dunkerque.
Après la démission de son frère, il devint Mestre de camp du régiment par commission du 4 juin 1468.
Le 14 décembre 1651, il démissionne du régiment et obtient le rang de Maréchal de Camp.
En 1656, il est embastillé et meurt en détention la même année.